# Хоакин Сабина
Вижте пояснителната страница за други личности с името Хоакин.
Хоакин Сабина (на испански: Joaquín Ramón Martínez Sabina) е испански поет, музикант и певец.

## Биография и творчество
Хоакин Сабина е роден на 12 февруари 1949 година в град Убеда, Испания, в семейството на полицейски комисар. Започва да учи в колеж за монаси-кармелити, след завършването му продължава в училище за селезиански свещеници. На 14-годишна възраст започва да съчинява стихове и да пише музика. присъединява се към младежка рок група, изпълняваща песни на Елвис Пресли и Чък Бери.
През 1968 г. започва да изучава романска филология в „Университета на Гранада“ и активно се включва в протестите срещу режима на Франсиско Франко.
В средата на 1970 започва да сътрудничи на литературното списание „Поезия-70“.
Същата година бащата на Хуакин получава заповед да арестува....сина си за участие в улични протести и безредици, в които младия певец счупва витрина на банка. Поради тази причина Хуакин напуска Испания с фалшив паспорт, заминавайки за Лондон.
В Лондон организира прожекции на испанския режисьор Луис Брюнел, забранени в родината им. Поставя злободневните постановки - „Изключение от правилата“ на Бертолт Брехт и „Зъбна четка“ на Хорхе Диаз.
През 1975 година издава книга с авторски песни „Мемоари в емиграция“ и започва да изнася концерти пред испански емигранти.
ББС (ВВС) Лондон, поръчва на Хуакин да напише музиката за сериала „Последният кръстоносен поход“, през 1976 година.
Завръща се в Испания през 1977 година, след смъртта на Франко.
През 1978 година издава първият си албум, пее на живо в мадридското кафене „Ла Мендрагора“, пее по предизборни и политически митинги.
Шокира обществеността в Испания през 1999 година, снимайки се гол за неделното издание на – „Ел Паис“.
Въпреки тези му прояви, не остава настрани от горещите събития, подкрепя въстанието на Сапата в Мексико, участва в митингите за излизането на Испания от НАТО.
През 2006 година, крал Хуан Карлос награждава Хуакин със „Златен орден“ за заслуги в областта на изкуствата.